# Comuna Rogowo
Gmina Rogowo este o comună (în poloneză: gmina) rurală în powiat Rypin, voievodatul Cuiavia și Pomerania, Polonia.
Comuna acoperă o suprafață de 139,8 km² și are, potrivit datelor din anul 2006, o populație de 4.677.